# Покрајина Саламанка
Покрајина Саламанка (шп. Provincia de Salamanca) је покрајина у западном делу Шпаније, у покрајини Кастиља и Леон.

## Становништво и насеља
Према попису из 2006. године у овој покрајини живи око 350.000 људи, од чега 45% живи у главном граду покрајине Саламанки. У покрајини постоји 362 насеља од чега је више од пола сеоских насеља са мање од 200 становника.

## Географија
Покрајина је део целина са изузетним природним лепотама. Иако је од нешто удаљенија од Средоземног мора, а Португалија је дели од Атлантског окена, одликује је медитеранска клима.